# Ліс водоростей

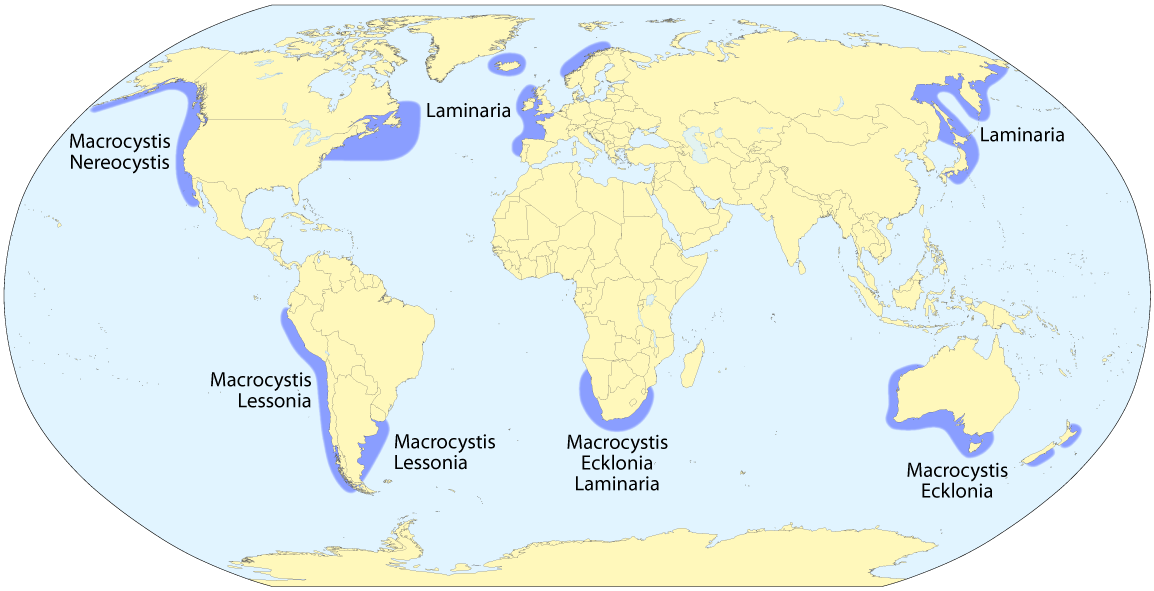
Розповсюдження водоростевих лісів

Ліси водоростей — підводні ділянки з високою щільністю зростання  водоростей, що розташовані як правило поблизу морських берегів на глибині 10-25 м.
Визнані однією з найбільш продуктивних динамічних  екосистем на Землі. Найбільші ліси водоростей розвинені в холодних морях (Льодовитий океан, Північний Атлантичний океан, Північні моря), проте в 2007 р. ліси водоростей також були виявлені в тропічних водах поблизу Галапагоських островів (Еквадор). У  Північній Америці найбільшого розвитку ліси водоростей досягають вздовж  тихоокеанського узбережжя, де завдяки впливу холодної  Каліфорнійської течії вони поширені аж до північного краю  Каліфорнійського півострова.
Ліси формуються переважно  бурими водоростями ряду Laminariales і забезпечують унікальну тривимірну екосистему для морських організмів і є джерелом для розуміння багатьох екологічних процесів.

## Водорості

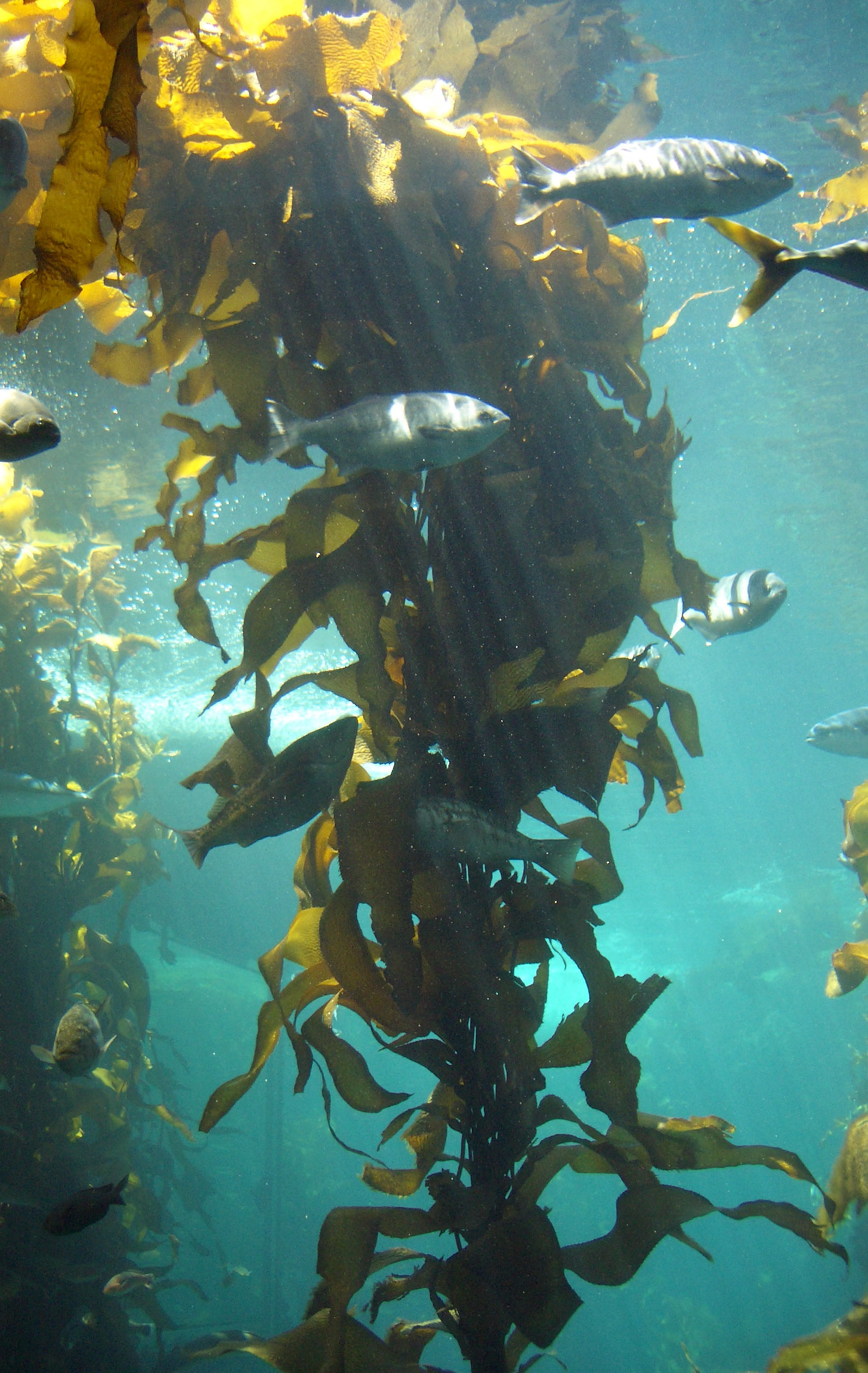
Ліс водоростей

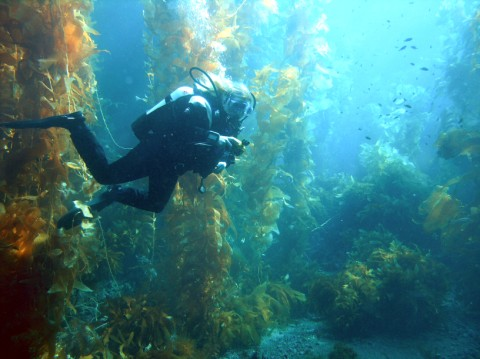
Ліс водоростей біля берегів Каліфорнії

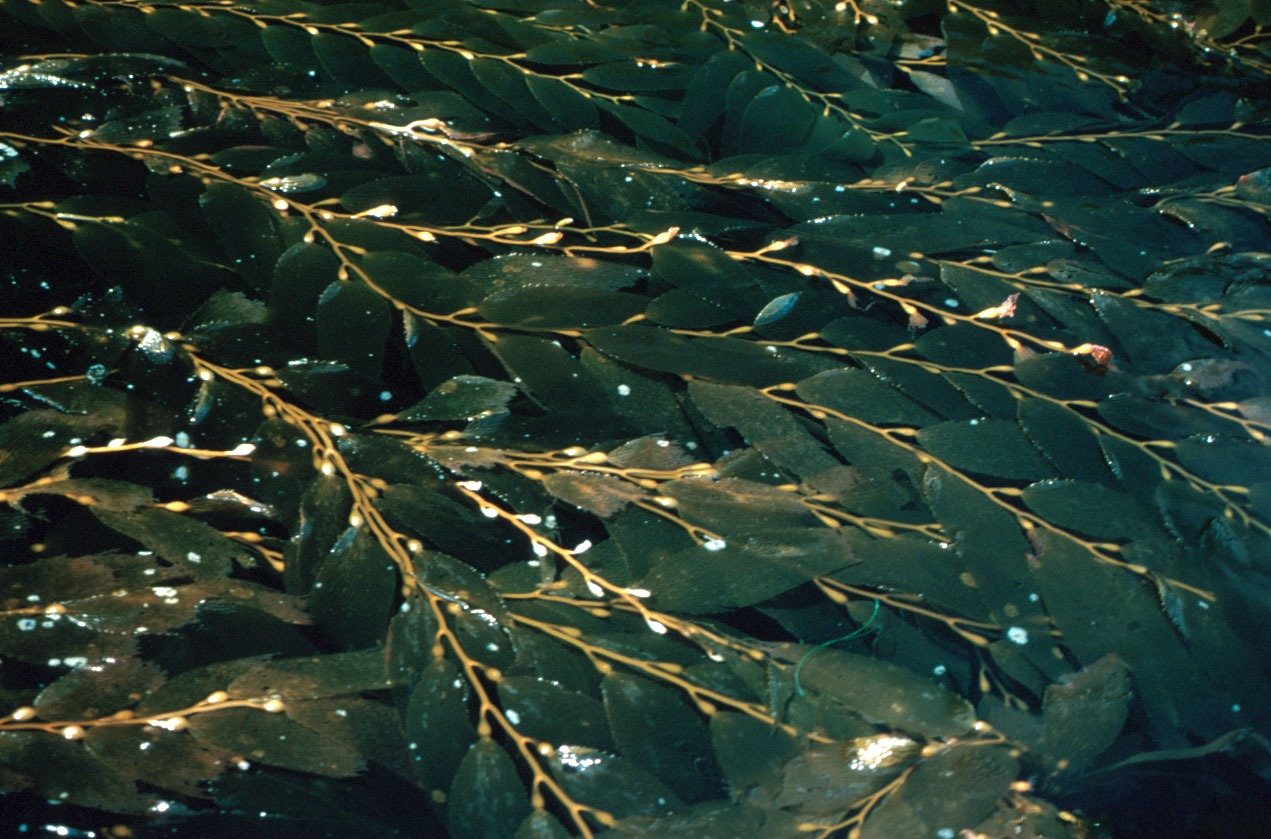
Водорість Macrocystis pyrifera

Морські ліси водоростей сформовані різними видами водоростей, залежно від природних зон їхнього розташування. Так, водорості роду Macrocystis утворюють подібні зарості в Південній Каліфорнії, Nereocystis — у П'юджет-Саунд, а Laminaria — в холодних водах далекої Півночі. Крім великих видів, в утворенні природної зони беруть участь і дрібніші види, які утворюють зарості, схожі на густі чагарники.
Найчастіше ліси водоростей утворюють представники роду Macrocystis, хоча існують й інші численні роди, такі як Ламінарія, Ecklonia, Lessonia, Alaria і Eisenia.
Ростуть всі вони, прикріплюючись  ризоїдами до скель або каменів на дні, у прибережних зонах, на глибині 10-25 м.
Водорості з роду Macrocystis є справжніми гігантами серед водоростей, досягаючи довжини 60 м, при масі до 150 кг. А тривалість їх життя може досягати 20 років.  Слані водоростей Macrocystis зростають приблизно на 30-60 см в день, не набагато поступаючись у швидкості росту бамбука. При сприятливих умовах і освітленості вид Macrocystis pyrifera може вирости довжиною до 25 м всього за 120 днів безперервного зростання.
При цьому вони утворюють численні стовбури, які відгалужуються від головного стовбура. Один спорофіт може налічувати до 130 окремих «гілок», а в більшості випадків лише 30-40. Досягаючи поверхні, вони продовжують рости деякий час, переплутуючись між собою, і тим самим утворюючи своєрідні листяні «поля» на поверхні океану. Сформовані таким чином «крони» затінюють інші види водоростей, які утворюють своєрідний «підлісок».
Плавучість слані забезпечується завдяки заповненим повітрям бульбашкам — пневматоцистам. У деяких видів вони можуть бути досить великими, наприклад, у представників родів Pelagophycus і Pfereocystis. У Pelagophycus є лише один пневматоцист, яким закінчується гладенький стовбур біля поверхні. Його ємність може досягати 2,6 літра.
Довжина слані ламінарії може доходити до 3-5 м (іноді 20 м), і ширини — до 0,5 м.

## Екосистема і біоценоз
Основними продуцентами в даній  екосистемі є зовсім не планктонні водорості, а макрофіти: великі прикріплені бурі водорості. Однак ці водорості дуже вразливі, оскільки часом активно поїдаються, особливо на ранніх стадіях свого розвитку, різними фітофагами —  морськими їжаками,  молюсками тощо.
Головним об'єктом конкуренції в цих лісах бурих водоростей є сонячне світло, що забезпечує швидкий ріст водоростей[джерело?].
Найбільша видова різноманітність фауни спостерігається в нижньому ярусі, на дні. Тут рясніють різноманітні морські зірки, морські їжаки, мохуватки, ракоподібні, краби, молюски, трубчасті черви. Також є і численні донні і придонні риби.
Наявність велетенських бурих водоростей, які утворюють під водою «ліси», а на поверхні води — «поля» з переплетених частин таломів, є однією з необхідних умов для існування каланів.